# Michael Constantine
Michael 'Mike' Constantine (geboren als Constantine Joanides) (Reading (Pennsylvania), 22 mei 1927 – aldaar, 31 augustus 2021) was een Amerikaans theater- en televisieacteur.

## Biografie
Constantine was een zoon van Griekse emigranten. Hij maakte in de jaren vijftig zijn acteerdebuut in een theater in New York met het toneelstuk Inherit the Wind. Hierna heeft hij nog meerdere rollen gespeeld in het theater zowel op Broadway als op Off-Broadway.  
Constantine begon in 1959 met acteren op televisie met de film The Last Mile. Hierna heeft hij nog meerdere rollen (meer dan honderdzeventig) gespeeld in films en televisieseries zoals The Hustler (1961), Perry Mason (1964-1965), The Fugitive (1965-1967), Quincy, M.E. (1979-1982), Remington Steele (1984-1986), Deadfall (1993), Thinner (1996) en My Big Fat Greek Wedding (2002).
Constantine was van 1953 tot en met 1972 getrouwd, en heeft hieruit twee kinderen. Van 1974 tot en met 1980 was hij opnieuw getrouwd.
Constantine overleed op 94-jarige leeftijd.

## Prijzen[3]
- 2003 Screen Actors Guild Awards In de categorie Uitstekende Optreden door een Cast in een Fim met de film My Big Fat Greek Wedding – genomineerd.
- 2003 Teen Choice Awards in de cateforie Choice Movie Hissy Fit met de film My Big Fat Greek Wedding – genomineerd.
- 2003 Satellite Awards in de categorie Beste Optreden door een Acteur in een Bijrol in een Film met de film My Big Fat Greek Wedding – gewonnen.
- 1977 Golden Globes in de categorie Beste TV-Acteur in een Televisieserie met de film Sirota's Court – genomineerd.
- 1971 Golden Globes in de categorie Best Acteur in een Bijrol met de film Room 222 – genomineerd.
- 1971 Emmy Awards in de categorie Uitstekende Optreden door een Acteur in een Bijrol in een Film met de film Room 222 – genomineerd.
- 1970 Emmy Awards in de categorie Uitstekende Optreden door een Acteur in een Bijrol in een Film met de film Room 222 – gewonnen.

## Filmografie[4]

### Films
Selectie:
- 2016 My Big Fat Greek Wedding 2 - als Gus Portokalos
- 2002 My Big Fat Greek Wedding – als Gus Portokalos
- 1996 Thinner – als Tadzu Lempke
- 1993 Deadfall – als Frank
- 1978 The Pirate – als Yashir
- 1978 Summer of My German Soldier – als Harry Bergen
- 1976 Voyage of the Damned – als Luis Clasing
- 1969 Justine – als Memlik Pasha
- 1968 Skidoo – als Leech
- 1961 The Hustler – als Big John

### Televisieseries
Selectie:
- 2003 My Big Fat Greek Life – als Gus – 7 afl.
- 1984 – 1986 Remington Steele – als George Edward Mulch – 3 afl.
- 1983 The Love Boat – als Charlie Haskins – 2 afl.
- 1979 Quincy, M.E. – als Brock Campbell – 2 afl.
- 1976 – 1977 Sirota's Court – als rechter Matthew Sirota – 13 afl.
- 1976 Electra Woman and Dyna Girl – als The Sorcerer – 4 afl.
- 1974 Kojak – als Don Frank Scalesi – 2 afl.
- 1969 – 1974 Room 222 – als Seymour Kaufman – 113 afl.
- 1966 – 1967 Hey, Landlord – als John Ellenhorn – 4 afl.
- 1965 Bob Hope Presents the Chrysler Theatre – als Niri – 2 afl.
- 1966 The Jean Arthur Show – als Carnelia – 2 afl.
- 1964 – 1965 Profiles in Courage – als Watson – 2 afl.
- 1964 The Richard Boone Show – als Barney Chapman – 2 afl.

## Theaterwerk opBroadway[5]
- 1963 Artur Ui – als Dogsborough
- 1962 The Egg – als Gustave / Eugene
- 1959 – 1960 The Miracle Worker – als Anagnos
- 1957 – 1958 Compulsion – als Al / Jonathan Wilk / Dr. Ball
- 1955 – 1957 Inherit the Wind – als Corkin / Sillers

- Biblioteca Nacional de España: XX1559152
- Bibliothèque nationale de France: cb14166156g (data)
- Gemeinsame Normdatei: 1061978869
- International Standard Name Identifier: 0000 0001 1466 6717
- Library of Congress Control Number: no00035404
- Nationale Bibliotheek van Tsjechië: xx0075352
- Nationale Bibliotheek van Israël: 987007460206305171
- Virtual International Authority File: 5141322
- WorldCat: E39PBJqFQRMX93YW9R9T9jXmVC